# Striden vid Davidstad
Striden vid Davidstad ägde rum under finska inbördeskriget den 21 januari 1918 mellan de röda och de vita. 
I Davidstad kopplades en järnvägsvagn med vapen och ammunition ur och fördes till Somero, sex kilometer från Davidstad. Vagnen hade skickats från Viborg till de röda i S:t Michel. Här tog Davidstads skyddskår den 19 januari 70 japanska gevär (av 200) och 10 000 patroner ur vagnen och lastade i slädar. De tog så mycket som det fanns plats för. 
De röda från Villmanstrand anlände till platsen för att förhindra det skedda. Även Lauri Pelkonen kom till platsen varmed motståndet organiserades. Striden ägde rum på morgonen den 21 januari, en kilometer från Davidstads järnvägsstation. De röda var numerärt överlägsna, och här stupade den förste jägaren i frihetskriget. 